# José Guadalupe Martínez
José Guadalupe Martínez Álvarez (León, Guanajuato, 12 de enero de 1983) es un exfutbolista mexicano. Jugaba de portero y actualmente se encuentra retirado.

## Trayectoria
Debutó de la mano de Francisco Chávez con los Tecos F. C. en el Clausura 2003, siendo titular contra el Tigres UANL. En el minuto 34 recibió el primer tiro a puerta, en un penal, pero Irenio Soares estrelló el balón en el poste. Fue Walter Gaitán quien le marcó por primera vez. Salió del equipo en el Apertura 2004.
Jugó con el Club Puebla en Apertura 2007 y Clausura 2008, donde se hizo tristemente célebre por dos errores ante San Luis que le costaron el partido (derrota por 1-2). Posteriormente participó con el Querétaro F. C. del Apertura 2009 y Bicentenario 2010. Volvió a Estudiantes Tecos en el Apertura 2011 y al siguiente torneo vivió el descenso con los tapatíos.

## Clubes
| Club                       | País   | Año         |
| -------------------------- | ------ | ----------- |
| Tecos de la UAG            | México | 2002 - 2004 |
| Querétaro FC               | México | 2005        |
| Club Tijuana               | México | 2005 - 2006 |
| Tecos de la UAG            | México | 2006 - 2007 |
| Puebla Futbol Club         | México | 2007 - 2008 |
| Querétaro Futbol Club      | México | 2008 - 2010 |
| Leones Negros de la U de G | México | 2010        |
| Club Irapuato              | México | 2011        |
| Estudiantes Tecos          | México | 2011 -2014  |
| Mineros de Zacatecas       | México | 2014 - 2015 |
| sin equipo                 | México | 2015 - 2016 |
| Cafetaleros de Tapachula   | México | 2016 - 2017 |